# Ötszög
A geometriában  ötszögnek nevezik az ötoldalú sokszögeket.
A szabályos ötszög egy olyan ötszög, amelynek minden oldala egyforma hosszú és minden szöge egyenlő nagyságú (108°).
A belső szögek összege minden ötszögben 540°, akkor is ha az egyes szögek nem  108°-osak. Schläfli-szimbóluma {\displaystyle \left\{5\right\}}.
Az a oldalhosszúságú szabályos ötszög területe az alábbi képlettel számolható:
{\displaystyle T={\frac {5a^{2}\cdot {\text{tg}}(54^{\circ })}{4}}\ ={\frac {a^{2}{\sqrt {25+10{\sqrt {5}}}}}{4}}\approx 1,720477401a^{2}.}
Köré írható kör sugara:
{\displaystyle r={\frac {a}{2\cos 54^{\circ }}}}
Az ötágú csillag (pentagramma) a szabályos ötszög átlóiból szerkeszthető. Schläfli-szimbóluma {\displaystyle \left\{5/2\right\}}. A pentagramma és az ötszög oldalának aránya az aranymetszésnek felel meg. Az ötágú csillag belső csúcspontjait összekötve egy kisebb szabályos ötszöget kapunk.

## Szerkesztés
A szabályos ötszög megszerkeszthető egyetlen vonalzó és körző segítségével akár a köré írható kör sugara, akár egy oldala ismeretében. Ezt a szerkesztést Euklidész i. e. 300 körül leírta Elemek című könyvében.
| Az ötszög szerkesztésének egyik módszere a következő: 1. Rajzoljuk meg az ötszög köré írható kört, középpontja legyen O. (Az ábrán ez a zöld színnel jelölt kör.) 2. Jelöljünk meg egy A pontot a kör kerületén, ez lesz az ötszög egyik csúcsa. Húzzunk egy egyenest O és A ponton keresztül. 3. Szerkesszünk egy, az O ponton átmenő és az OA szakaszra merőleges egyenest. Ennek az egyenesnek a körrel való egyik metszéspontja legyen B. 4. Szerkesszük meg az OB szakasz C felezőpontját. 5. Rajzoljunk kört C középponttal az A ponton keresztül. (Piros kör) Az OB egyenessel való metszéspontja (az első körön belül) legyen D. 6. Az ötszög oldalának hossza az AD szakasz hosszával egyenlő. Körzőnyílásba véve az AD távolságot és az első körre A pontból rendre felmérve az AD hosszakat, megkapjuk a szabályos ötszög többi csúcsát: az E, F, G és H pontokat. Így az A-val együtt öt pontot kaptunk az eredeti körön. A szomszédosokat egyenes szakasszal összekötve a szerkesztést befejeztük. |

A szabályos ötszög átlói ötágú csillagot alkotnak, középen egy kisebb, szabályos ötszöggel.

Ötágú csillag
Más szerkesztés

## A sík lefedése ötszögekkel

A síkot hézagmentesen kitöltő ötszög-típusok

Szabályos ötszögekkel nem lehet hézagmentesen lefedni a síkot, azonban néhány nem szabályos ötszöggel igen. Az első öt ilyen ötszögtípust Karl Reinhardt német matematikus fedezte fel 1918-ban. 1968-ban R. B. Kershner további hármat, 1975-ben Richard James még egyet talált. A következő években egy amerikai háziasszony, Marjorie Rice négy új ötszöget fedezett fel, majd 1985-ben Rolf Stein még egyet. 2015 júliusában három amerikai kutató, Casey Mann, Jennifer McLoud and David Von Derau újabb, a síkot hézagmentesen lefedő ötszöggel állt elő.